# Catedral de Siena

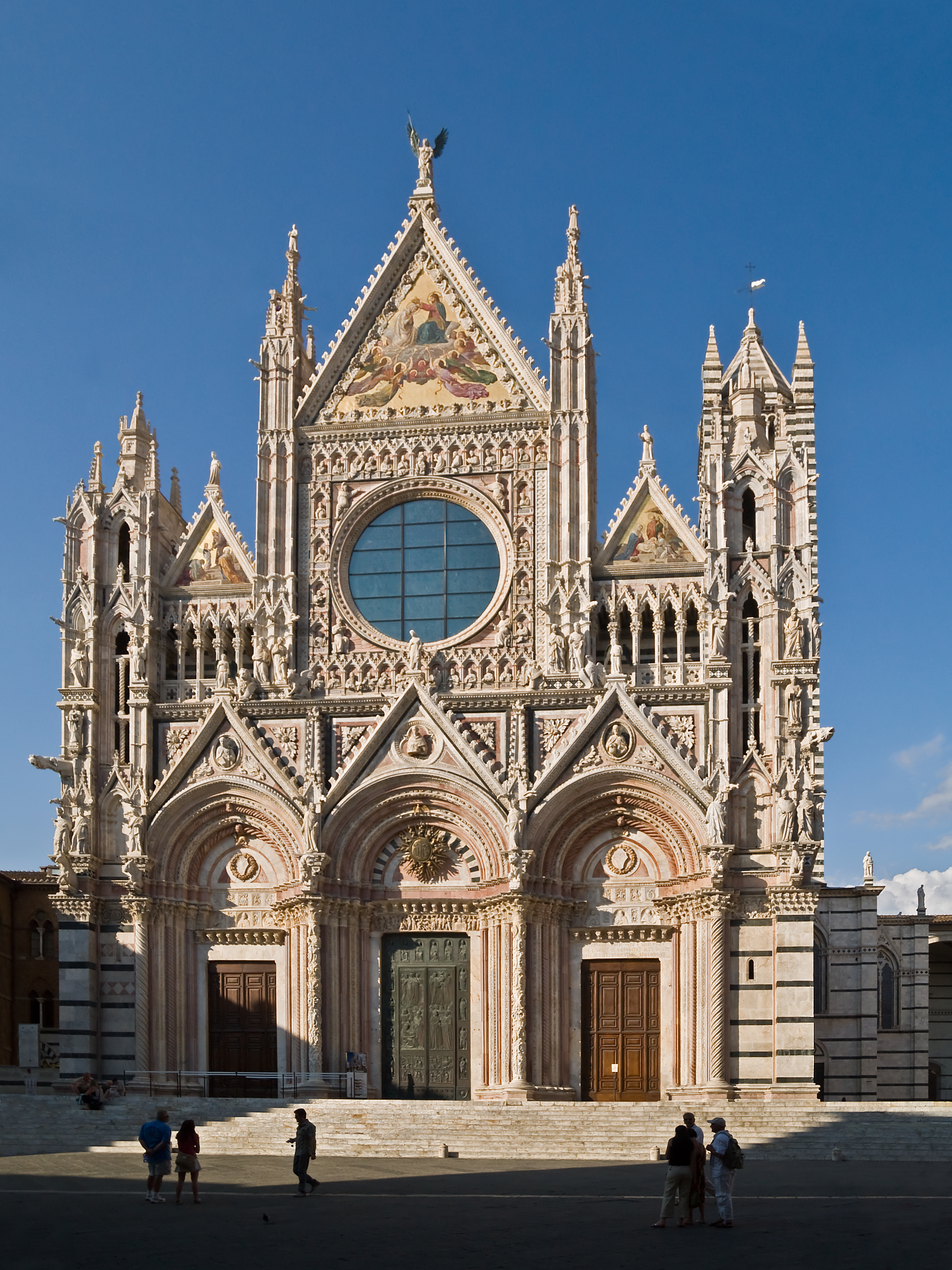
Fachada

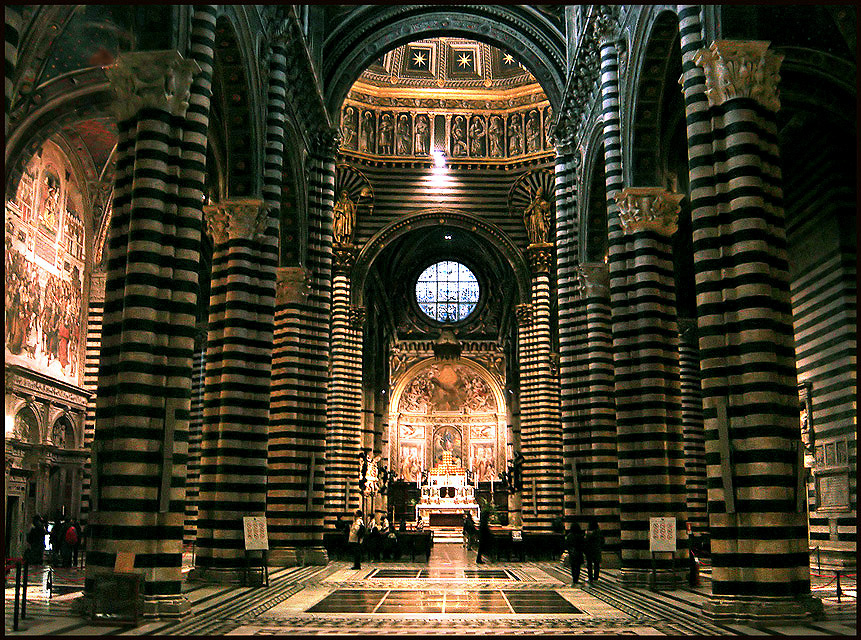
Nave

A Catedral de Siena ou Duomo di Siena, é a catedral medieval de Siena, na Itália. A Catedral em si foi originalmente projetada e construída entre 1215 e 1263 no local de uma estrutura antiga. Tem a forma de uma cruz Latina, uma cúpula e uma torre de sinos. A lanterna, no topo da cúpula, foi adicionada por Gian Lorenzo Bernini. O exterior e o interior são feitos de mármore preto e branco, as cores simbólicas de Siena, derivadas dos lendários cavalos dos fundadores da cidade, Senius e Aschius.

## Fachada
A fachada da Catedral foi construída em dois estágios. A parte inferior foi iniciada em 1284 e construída em estilo da Toscana, por Giovanni Pisano. A exuberante fachada representa profetas, filósofos e apóstolos. Em 1288, a janela em forma de rosa, um vitral redondo colocado em um limite quadrado foi instalado na área do coro, a partir de desenhos de Duccio. O trabalho na parte superior da fachada foi iniciado em 1376 por Giovanni di Cecco, a partir de um projeto inspirado na Catedral de Orvieto. A porta central de bronze é recente e data de 1958. Foi criada por Enrico Manfrini.
No canto esquerdo da fachada há uma inscrição do século XIV, marcando o túmulo de Giovanni Pisano. Ao lado está uma coluna com a loba amamentando Rômulo e Remo, símbolos de Siena. Conta a lenda que Senius e Aschius, filhos de Remo, fundaram Siena.

## Interior
O efeito do mármore preto e branco é o que mais marca quem visita a Catedral. O preto e o branco são as cores do brasão de Siena. Os capitais das colunas da parte da frente da nave são esculpidos com bustos e animais alegóricos. Há bustos de 172 Papas (começando com São Pedro até Lúcio III) e de 36 imperadores. O vitral redondo do coro, representando a Última Ceia, foi feito em 1288 a partir de desenhos de Duccio. É um dos mais antigos exemplos de vitrais da Itália. A cúpula é adornada com uma lanterna, como se fosse um sol dourado. As duas fontes foram construídas por Antonio Federighi em 1462 e 1463. O altar de mármore foi construído em 1532 por Baldassarre Peruzzi. O enorme cibório de bronze é obra de Vecchietta (1467 - 1472). Os anjos em volta do altar são obras-primas de Francesco di Giorgio Martini. Contra os pilares estão oito candelabros na forma de anjos, feitos por Domenico Beccafumi.

## Púlpito

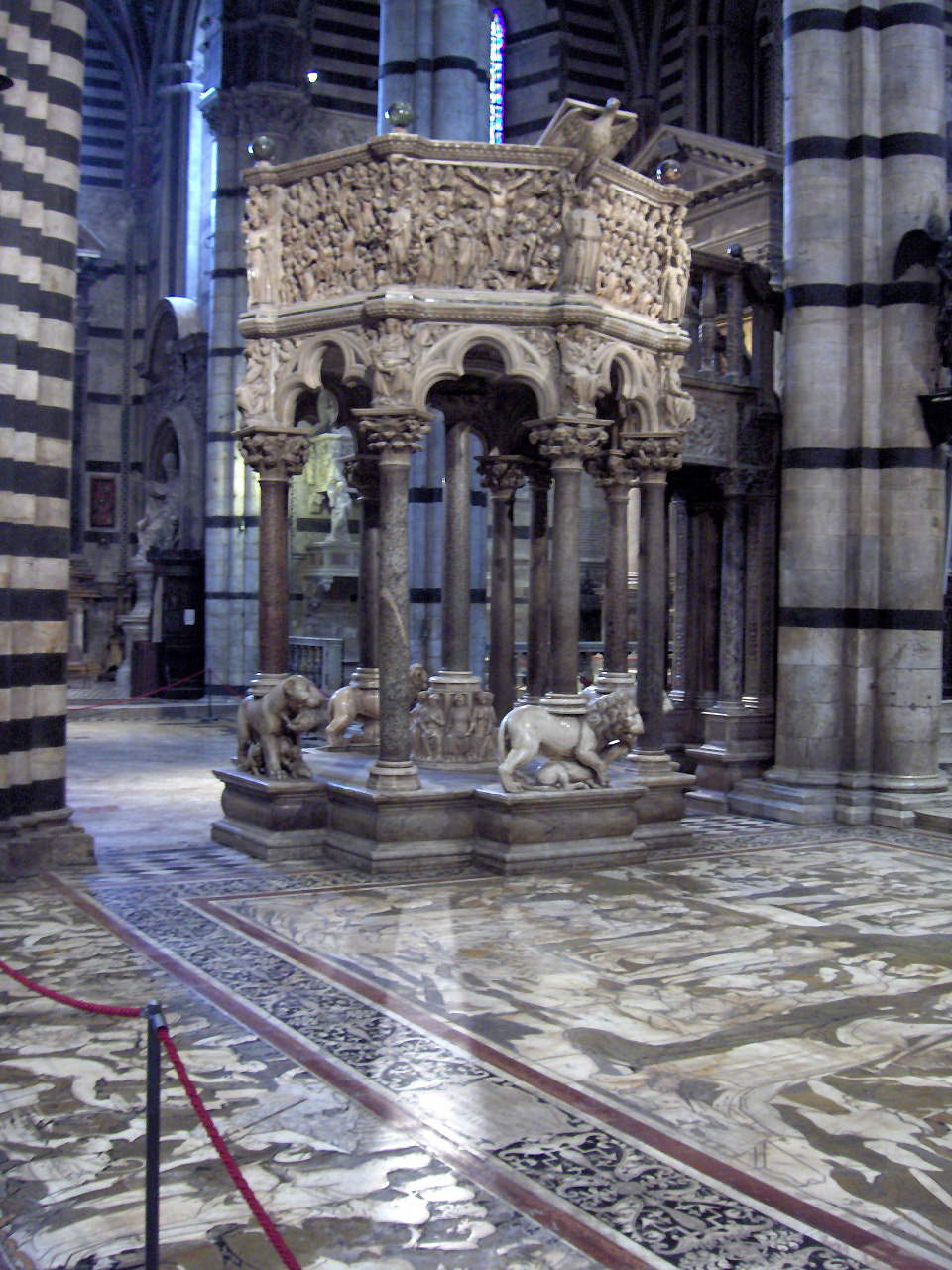
Púlpito e Mosaico

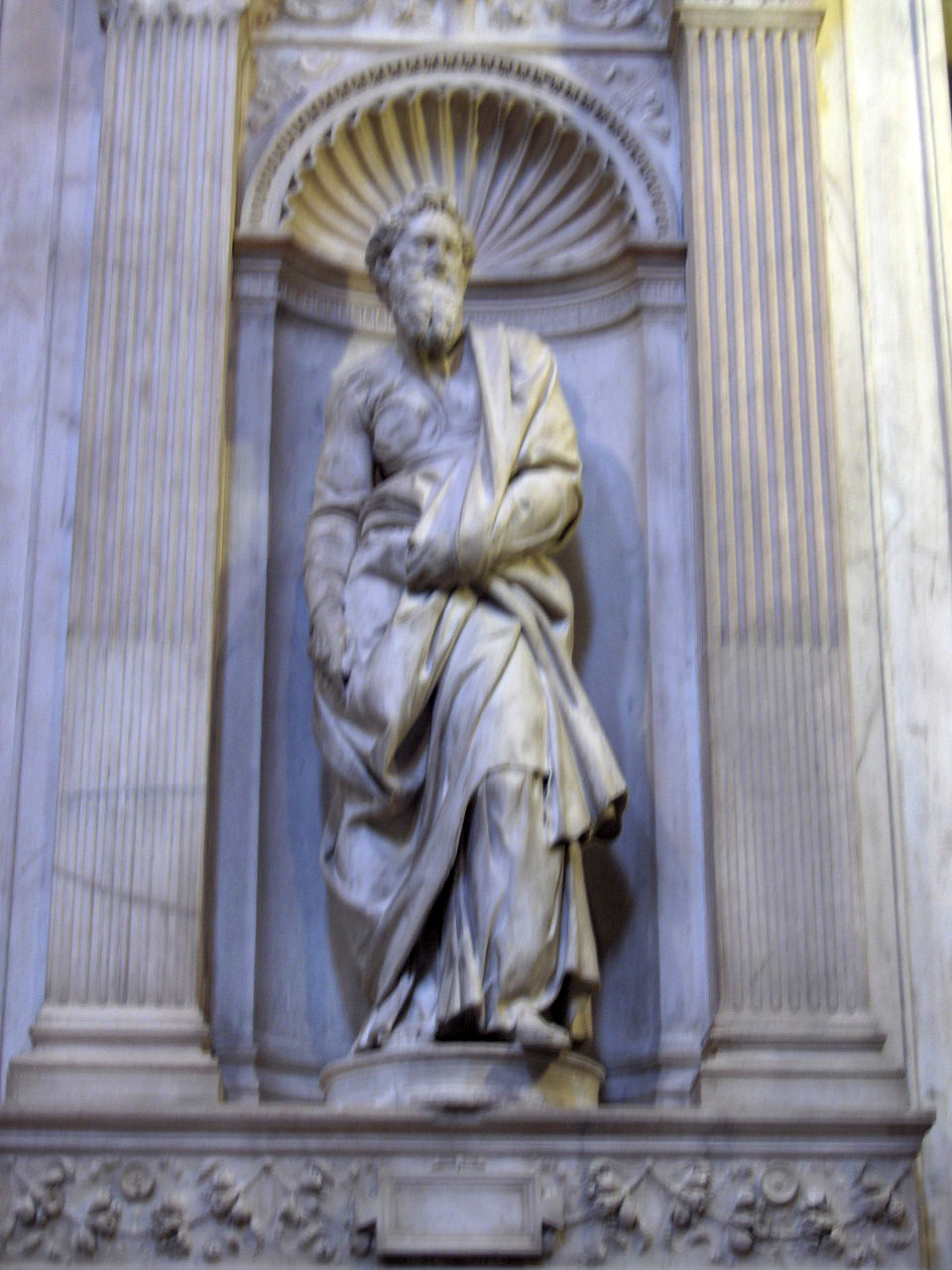
São Pedro, de Michelângelo.

O púlpito de Siena, feito em mármore de Carrara, foi esculpido em 1265, por Nicola Pisano e seu filho, Giovanni Pisano, bem como seus assistentes Arnolfo di Cambio, Lapo di Ricevuto e vários outros artistas. É a obra mais antiga da igreja. Nicola Pisano ganhou essa encomenda a partir de seu trabalho no púlpito de Pisa. Esse em Siena é mais ambicioso e é considerado sua obra-prima. Toda a mensagem do púlpito é centrada na doutrina da Salvação e no Julgamento Final. A escadaria foi feita em 1543 por Bartolomea Neroni. Mostra as influências do Gótico do norte, adaptados por Pisano, e ainda várias influências clássicas.
O chão em opus sectile é um dos mais decorados da Itália e cobre toda a área da Catedral. Sua construção durou dois séculos e quarenta artistas trabalharam na obra. São 56 painéis em diferentes tamanhos. O chão inteiro pode ser visto apenas durante três semanas ao ano. Para o proteger, no resto do ano, o pavimento é coberto e poucas áreas podem ser vistas.

## Obras de arte
A Catedral contém valiosas obras de arte, entre elas:
- O Banquete de Herodes, de Donatello
- Túmulo do Cardeal Riccardo Petroni, de Tino di Camaino.
- Túmulo do Bispo Giovanni di Bartolomeo Pecci, por Donatello.
- Túmulo do Bispo Tommaso Piccolomini del Testa, por Neroccio di Bartolomeo Landi
- O Altar Piccolomini altar, por Andrea Bregno. As quatro esculturas nos nichos inferiores foram criadas pelo jovem Michelangelo. No topo do altar, está a Madonna e Menino, poe Jacopo della Quercia.
- Capela de São João Batista: com a estátua do santo, feita por Donatello e oito afrescos de Pinturicchio.
- Capela Chigi Chapel: onde está a Madonna del Voto
- Biblioteca Piccolomini: contém preciosas iluminuras e afrescos de Pinturicchio, provavelmente baseados em projetos de Rafael. O efeito visual dos afrescos é impressionante. Contam a história do Cardeal Enea Silvio Piccolomini, que se tornou o Papa Pio II. Os afrescos são cheios de detalhes e cores vívidas. Cada cenas é descritam em Latim logo abaixo. No meio da Biblioteca está uma famosa estátua chamada A Três Graças, provavelmente uma cópia romana da estátua grega original.
- Batistério: construído por Camaino di Crescentino. Os afrescos foram pintados por Lorenzo di Pietro (Vecchietta). A maravilhosa fonte batismal apresenta figuras feitas por Donatello, Lorenzo Ghiberti e Jacopo della Quercia.

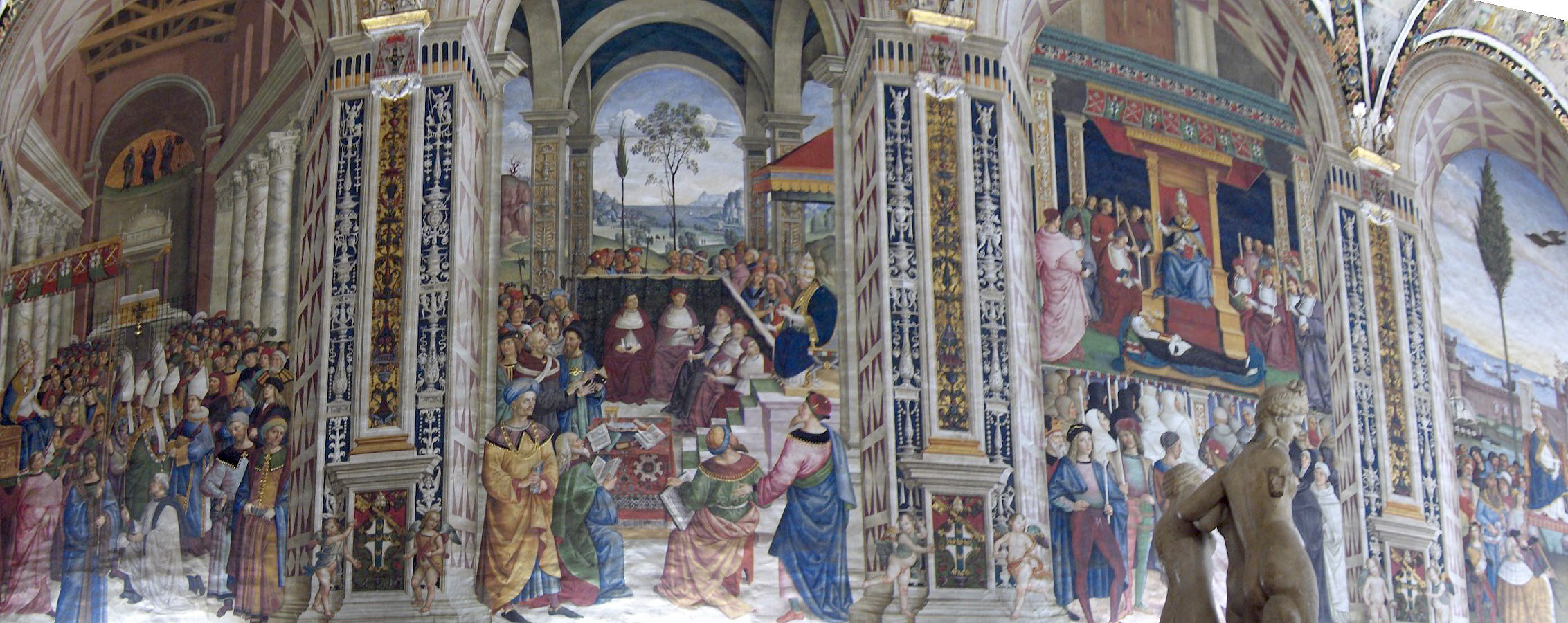
Biblioteca Piccolomini